# محمدحسن قدیری
محمدحسن قدیری (زاده ۱۳۱۷ در اصفهان- درگذشته ۱۳۸۷ در قم)، از علما و از شاگردان روح‌الله خمینی بود. او از مدرسین حوزه علمیه نجف و قم وعضو دفتر استفتائات روح‌الله خمینی و سیدعلی خامنه‌ای وعضو فقهای شورای نگهبان بود. 
از او تألیفاتی بجا مانده که عبارتند از:" البیع"الاجاره"التیمم"المباحث فی علم الاصول"رسالات عشر" الحاشیه علی العروه الوثقی"مناسک حج"رساله فی الوضع والاستعمال"و مقالاتی در موضوعات مختلف.

## ولادت
محمدحسن قدیری در سال ۱۳۱۷ هجری شمسی در خانوده‌ای روحانی در اصفهان به دنیا آمد. وی فرزند علی قدیری(از علمای معروف اصفهان) بود و قسمتی از علوم حوزوی را نزد پدر خویش فرا گرفت.

## تحصیلات

### در ایران
دوران دبستان و دبیرستان را در اصفهان گذراند و دیپلم ریاضی خود را از دبیرستان هراتی گرفت.
همزمان با تحصیل در دوره دبیرستان ، تحصیل علوم دینی را نیز شروع نموده و با وجود ممتاز بودن در رشته ریاضی و در دبیرستان بعد از کسب دیپلم به جهت علاقه به علوم حوزوی برای ادامه تحصیل به نجف رفت.

### در نجف
از سال ۱۳۳۷ به نجف رفت و در محضر اساتید بزرگ نجف در ۲۶ سالگی به درجه اجتهاد رسید.
او در نجف اشرف هجده سال در درس سید ابوالقاسم خویی و دوازده سال در درس روح‌الله خمینی شرکت داشت.

## نمایندگی در استفتائات رهبری
پس از تحصیلات نجف ایشان در سال ۱۳۵۶ به ایران بازگشت.
بعد از انقلاب نمایندگی دفتر استفتائات سید روح‌الله خمینی در قم و بعد از درگذشت ایشان در دفتر محمدعلی اراکی و بعد در دفتر محمدتقی بهجت فومنی و سید علی خامنه‌ای در همان بخش استفتائات مشغول فعالیت بود.
پاسخ بسیاری از استفتائات  خمینی و سید علی خامنه‌ای و بعضی مراجع دیگر دست خط اوست و همچنین مناسک حج خمینی به انشاء او است.

## فعالیت سیاسی
قبل از انقلاب در کنار خمینی به مبارزه علیه رژیم پهلوی پرداخت و بعد از انقلاب نیز به عنوان امام جمعه رویدشت اصفهان و یکی از فقهای شورای نگهبان مشغول به کار شد.

## اندیشه‌ها و دیدگاهها
در سال ۱۳۶۷ ایشان پیرامون استفتائی که از روح‌الله خمینی در مورد شطرنج و موسیقی شده بود  نامه‌ای به روح‌الله خمینی نوشت  و در مورد شطرنج و موسیقی و بحث‌هایی
که نزد حوزویان و مردم مطرح بود سوالاتی را پرسید که جواب امام خمینی و نامه دوباره ایشان  را در پی داشت .
 
همان طوری روح‌الله خمینی در نامه دوم نوشت بحث این نامه‌ها در حال و هوای درس و بحث طلبگی بوده وکسانی که با این حال وهوا آشنا نباشند مطالب بلند این نامه‌ها را نمی‌فهمند.
قدیری دربارهٔ احکام اسلام می‌نویسد: 
اسلام ناب محمدی همان احکام نورانی است که وصول علمی به واقعیه معظم آن‌ها میسور نیست وظاهریه انها تابع قیام حجج از جمله ظواهر کتاب و سنت است و وظیفه فقهای اسلام اجتهاد یعنی تحصیل حجت است و این سیر در مسیر جهل وخرافه نیست.اجتهاد کبریت احمر است اجتهاد ملکه قدسیه است اجتهاد تنها دانستن اصطلاحات و صرف انبار کردن مطالب نیست. مجتهد در مسئله‌ای که اجتهاد می‌کند حجت بین خودو خدارا بدست می‌آوردو کمند کسانیکه مطابق موازین حجت شرعی مسئله را بدست اورندوبه همین جهت است که امام خمینی درباره کسی غیر از معدودی بسیار قلیل تصریح به اجتهاد نکرده اند که خود کاشف از عز یز الوجود بودن انست.فقه را باید از ادله استفاده کرد ونه بر ادله تحمیل کرد و لذاست که کار هر کسی نیست و موکول به متخصصین انست و این‌طور نیست که هر کسی توانست از رساله مسئله بفهمد یا بگوید بتواند دخالت در مبانی استنباط کند و واقف به اسرار احکام شرع که باید از ادله تفصیلیه استفاده شود باشد.
او دربارهٔ این نامه‌ها می‌نویسد:
نامه‌ای به محضر مبارک امام خمینی تقدیم و در دو استفتاء که در رسانه‌ها منتشر شد سوالاتی نمودم که مفتخر به جوابی شدم حاکی از حسن اعتماد انحضرت باهلیت این جانب برای برداشت از اخبار واحکام الهی که به اجتهاد معروف است وگرچه این مطلب را بلسان اظهار تاسف و تعجب یا عدم توقع افاده فرموده اند لکن این عبارات وقتی بداعی تصدیق اجتهاد کسی گفته شود معنای منفی ندارد لکن چون طوری افاده شده که قابل فهم همه کس نیست مجدداً از ایشان خواستم که رفع این اشکال را هم بفرمایند که به جواب دوم افتخار یافتم. این نامه یک سند افتخار است که من عاجز از بیان ارزش ان هستم وکسی که نظرش محدود وجمود بی‌مورد داشته باشد لایق این افتخار نیست وبرای توضیح این بعد مهم نامه عرض میکنم:از اولیکه امام خمینی شروع بنامه شریفه می فرمایند محور کلام را برداشت اینجانب از اخبار و احکام الهی قرار می‌دهند و از ان اظهار تاسف میفرمایند. باز در وسط نامه صحبت از برداشت می‌کنند که این‌گونه که جنابعالی برداشت دارید تمدن جدید باید از بین برود و اواخر نامه باز می فرمایند از شما که فردی تحصیل کرده و زحمت کشیده هستید توقع نبود که این‌گونه برداشت کنید و به اسلام نسبت دهید باز محور برداشت اینجانب است واینها گواهی می‌دهدکه امام این شاگرد کوچکشان را صاحب برداشت یعنی مجتهد می‌دانند.بنابراین این نامه نه تنها منفی نیست بلکه تصدیق اجتهاد استکه از ان تعبیر به اجازه اجتهاد می‌شودوچون من می‌دانستم که فهم این مطلب برای غیر خواص مشکل است از امام در خواست کردم که هر طور صلاح می‌دانند مشکل را حل فرمایندومعظم له مرا به نامه دوم افتخار دادند.
به همین دلیل چند روز بعد از نامه اول خمینی در تاریخ 10/7/1367(ه.ش) قدیری در نامه‌ای می‌نویسد:
بسم الله الرحمن الر حیم
خدمت حضرت آیه الله العظمی امام خمینی مد ظله العالی
پس از عرض سلام وادب رقم ذی کرم حاکی نهایت لطف وحسن ظن ان حضرت به اینجانب در امری بزرگ که جرات تعبیر ان را ندارم واصل گردید.
لائق دانستن ان شخصیت علمی وعملی این شاگرد کوچک را به این امر موجب بسی افتخار و سرفرازی است.
ولی چون مطلب به‌طوری افاده شده که برای غیر خواص فهم ان مشکل است بلکه از بعض جملات ان ممکن است بر خلاف مقصود سوء استفاده شود چنانچه صلاح بدانید و به هر نحو خودتان مصلحت می‌بینید جبران شود.
از خداوند متعال میخواهم که در قبال این ذره پروری و طلبه نوازی حضرتعالی را به مقاصد عالیه و اهداف راقیه برساند.
دوام سایه بلند پایه ان حضرت را مسالت دارم.
والسلام علیکم ورحمه الله وبرکاته
محمد حسن قدیری
1367/7/10
بعد از این نامه اجازه اجتهاد قدیری از طرف خمینی صادر شد و مورد تأیید و امضاء محمدعلی اراکی و محمدتقی بهجت فومنی قرار گرفت.
قدیری در ادامه توضیح این نامه‌ها می‌نویسد:

حاصل اینکه اگر شخصیت علمی و عملی مثل امام خمینی کسی را لایق دیدندکه اظهار تاسف یا عدم توقع یا اظهار تعجب از برداشت او از اخبار و احکام الهی بفرمایند این اجازه اجتهاد است و هیچ جهت منفی ندارد والا روش استنباط همان روش سنتی وصاحب جواهری است که خود امام همان روش را داشته ودارند و هیچ منافی تمدن هم نیست و مسائلی هم که در نامه بیان فرمودند از برکات خود ایشان حل شده‌است و اشکالی نیست..

## شیوه بررسی مسائل فقهی توسط وی از زبان شاگردان
ویژگی خاص وی در پرداختن به مسائل فقهی موجب امتیاز خاص در کلاس‌های مراجع بزرگی چون سید ابوالقاسم خویی شده بود از این رو همواره مورد احترام طلاب و اساتید بود. 
وی در مسائل فقهی دقیق و نکته سنج بود به نحوی که به مسائل خاص احاطه کامل داشت و در مورد برخی مسائل نیز نظرات خاص و کلیدی ارائه می‌کرد نوع نگاه وی به مسائل فقهی باز و برخوردار از نوعی روشن بینی وزمان‌شناسی خاص بود که این موضوع برگرفته از نظرات استاد وی خمینی بود.او حاشیه بر عروه را به همراه سلسله مقالات و تحقیقات در فقه واصول را به نگارش دراورده است. او را باید از مجتهدین برجسته کشور بحساب اورد چراکه مرگ او در هفتاد سالگی سبب ناشناس ماندن مقام اجتهادی او در میان آحاد جامعه شد.

## درگذشت
محمدحسن قدیری در ۲۵ مهر سال ۱۳۸۷ در قم درگذشت و پیکرش پس از تشییع در مسجد طباطبائی آرامگاه فاطمه معصومه به خاک سپرده شد.
آیت الله خامنه‌ای  و جامعه مدرسین حوزه علمیه قم  وشورای نگهبان وریاست مجمع تشخیص مصلحت نظام وریاست مجلس شورای اسلامی نیز در این زمینه پیامهایی صادر نمودند.

## آثار
- البیع، تألیف ایت الله محمد حسن قدیری، تهران، عروج، چاپ اول، ۶۴۱ ص، عربی، وزیری (گالینگور).
- البیع، تقریرا لما أفاده الأستاذ الأکبر آیت‌الله العظمی الإمام الخمینی، ایت الله محمد حسن قدیری، تهران، مؤسسه تنظیم و نشر آثار امام خمینی (ره)، ۶۴۱ ص، عربی، وزیری (گالینگور)
- المباحث فی علم الاصول، قم، مؤسسه بوستان کتاب-چاپ دوم، عربی
- التیمم، قم، مؤسسه بوستان کتاب.
- البحث فی رسالات عشر، قم، مؤسسه النشر الاسلامی التابعه لجماعه المدرسین بقم المشرفه.
- الحاشیه علی العروه الوثقی، قم، مؤسسه بوستان کتاب
- رساله فی الوضع والاستعمال، قم، منظمه الحج والاوقاف والشئون الخیریه